# Erbringen
Erbringen is een plaats in de Duitse gemeente Beckingen, deelstaat Saarland.